# Andrew Robertson
Andrew Henry Robertson (11 de març de 1994) és un futbolista professional escocés que juga com a lateral esquerre pel Liverpool FC anglès i per l'equip nacional escocès.

## Palmarès
Liverpool FC
- 1 Campionat del Món de Clubs: 2019
- 1 Lliga de Campions de la UEFA: 2018-19
- 1 Supercopa d'Europa: 2019
- 2 Premier League: 2019-20, 2024-25
- 1 Copa anglesa: 2021-22
- 2 Copes de la Lliga anglesa: 2021-22, 2023-24
- 1 Community Shield: 2022